# Darkest Minds (romanzo)
Darkest Minds è una trilogia young adult thriller e fantascientifica scritta da Alexandra Bracken, da cui è stato tratto il film Darkest Minds.
È composta da tre romanzi principali, Darkest Minds, Una ragazza pericolosa e L'ultimo bagliore, che in inglese corrispondono a The Darkest Minds, Never Fade e In The Afterlight, più il sequel The Darkest Legacy e le varie novelle.

## Trama
Nel futuro, i ragazzi d'America sono minacciati da un 'virus', la NIAA, che uccide gran parte della popolazione tra i sette e i diciassette-diciotto anni. I giovani che sopravvivono sviluppano dei poteri sovrannaturali, e vengono classificati in cinque distinte categorie qui sotto elecante in ordine crescente per rarità e pericolosità:
1)  i Verdi, i più comuni, sono coloro che hanno un'intelligenza fuori dal comune, la cui mente gli consente di comprendere con facilità materie avanzate come la fisica quantistica, la matematica, la risoluzione di codici, e dotati di eccellente memoria e intuito;
2) i Blu, altrettanto comuni, sono coloro che hanno poteri telecinetici, devono allenarsi per padroneggiare al meglio le loro capacità ed arrivare a spostare oggetti molto pesanti;
3) i Gialli, iniziano ad essere più rari e pericolosi poiché la loro abilità di elettrocinetici, gli consente di manovrare tutto ciò che è dotato di elettricità:
4) i Rossi, considerati rari e altamente pericolosi, sono coloro che controllano il fuoco e sono in grado di creare danni irreparabili e dunque vengono usati come arma contro gli altri stessi ragazzi affetti da NIAA;
5) gli Arancioni, i più rari di tutti, sono coloro che sono in grado di controllare la mente umana, su vari livelli. Questo tipo di controllo varia da Arancione ad Arancione, c'è chi insinua pensieri, chi li distorce, chi li cancella e così via... 
Questi ultimi tre vengono considerati i più pericolosi e per questo vengono tenuti sotto controllo in modo particolare e in seguito isolati. Tutti i ragazzi sono deportati in dei campi di concentramento, dove le FSP (Forze Speciali Psi) li vessano continuamente e li costringono a lavorare senza sosta. Intanto l'America è isolata da tutti gli altri Stati, che temono un contagio, e l'economia decade in fretta, costringendo le persone a creare delle grandi baraccopoli nelle periferie delle grandi città.

## Personaggi principali

### Ruby Elizabeth Daly
È la protagonista ed è classificata come una arancione, quindi può controllare la mente umana. Riesce a scappare da Thurmond, dove era rinchiusa, e poi incontrerà Zu, Ciccio e Liam, con cui proseguirà il viaggio per trovare East River. Nel secondo libro, Ruby farà parte della Lega, una associazione che lotta contro il governo.

### Liam "Lee" Michael Stewart
È uno dei sopravvissuti da Caledonia, in West Virginia. È un blu e quindi dotato di Telecinesi. È il leader del gruppetto che condurrà a East River, ed è colui che ha insistito che Ruby restasse. Alla fine del primo libro Ruby gli cancella la memoria per lasciarlo andare, dato che lui odia la Lega dei Bambini, e non vuole costringerlo a rimanere per lei.

### Suzume "Zu" Kimura
È una bambina di undici anni , scappata dal campo di Caledonia insieme a Ciccio e Liam. A differenza dei due, che ci sono stati portati contro il volere dei genitori, Zu è stata spedita nel campo proprio da loro, in quanto la ritenevano pericolosa. Quando il gruppo raggiunge Slip Kid, ritrova la cugina Hina e insieme ad altri ragazzi formano uno dei pochi gruppi che scelgono di lasciare East River per trovare la loro famiglia. Lascia quindi Liam, Ruby e Ciccio, ma il tragitto verso casa è più difficile del previsto, e lei e i suoi compagni vengono ritrovati da Ruby grazie al linguaggio segreto di Slip Kid. Rimane nel ranch con gli altri Psi, anche se non può partecipare alle battaglie di Thurmond e di Oasis.
Charles "Ciccio"
Grande amico di Liam, si prende cura di lui e Zu e benché faccia resistenza nell'accettare Ruby all'inizio, in seguito diventa per lei un amico sincero. È dotato di grande intelligenza

## Spin-off

### Through The Dark
È una raccolta di tre novelle:
- In Time
- Sparks Rise
- Beyond The Night

Esistono altri tre racconti extra:
- Liam's Story
- Vida's Story
- Clancy's Story